# Каујешти (Галац)
Каујешти (рум. Căuiești) насеље је у Румунији у округу Галац у општини Драгушени. Oпштина се налази на надморској висини од 192 m.

## Становништво
Према подацима из 2002. године у насељу је живело 588 становника, од којих су сви румунске националности.